# Вандом (графство)
Гра́фство Вандо́м (фр. Vendôme) — старинное графство во Франции, названное по городу того же имени, в нынешнем департаменте Луары и Шера, и возведённое в 1514 году королём Людовиком XII в герцогство для Карла Бурбонского.
История графства начинается в 930 году, когда Бушар Ратепилат из Бургундии получает из рук короля графский титул. Графство относилось к Нейстрия и епархии Шартра.
Король Франции Генрих IV, внук Карла Бурбонского, вступив на французский престол, присоединил герцогство Вандом к имуществам королевского дома и впоследствии передал в апанаж своему старшему незаконному сыну от Габриэль д’Эстре Сезару де Вандому, который таким образом стал родоначальником фамилии Вандом.

## Герцоги Вандом

Герб бастардов де Вандом

Людовик, герцог Вандом, старший сын Сезара, родился в 1612 году и при жизни своего отца носил титул Меркёра. Мазарини в 1649 году назначил его вице-королём завоеванной французами Каталонии. Он женился на племяннице Мазарини, Лауре Манчини. После смерти которой он вступил в духовное звание, получил кардинальскую шапку и был назначен папским легатом при французском дворе. Умер в 1669 году.
Второй сын Сезара, Франсуа де Вандом, герцог Бофор, во время беспорядков Фронды играл роль друга народа, почему и получил прозвище Roi des Halles. Он был убит в войне с турками, в 1669 году.
Старший сын Людовика де Вандома, Луи Жозеф де Вандом, прославился в качестве полководца Людовика XIV в войне за Испанское наследство. Он родился в 1654 году и начал своё военное поприще под начальством Тюренна. С этих пор он с большим отличием участвовал во всех походах и особенно в 1693 году содействовал победе, которую Катина одержал при Марсалии. В 1696 году он, в звании главнокомандующего в Каталонии, предпринял осаду Барселоны, защищаемой принцем Гессен-Дармштадтским, разбил испанцев, спешивших на помощь ей, и принудил крепость к сдаче. В начале войны за Испанское наследство, когда неспособный Вилльруа был взят в плен в Кремоне, Вандом принял главное начальство над французской армией в Италии. 15 августа 1702 года он дал принцу Евгению большое сражение при Луццаре, не имевшее решительного исхода, а весной 1703 года вторгся через Тироль в Германию, чтобы соединиться с курфюрстом Баварским. Мужественная оборона тирольцев задержала его движение и он дошёл только до Триента. Осенью 1703 года он обезоружил войска отпавшего от Франции герцога Савойского, взял несколько укрепленных городов в Пьемонте и начал осаду Турина. Весной 1706 года, воспользовавшись отъездом принца Евгения в Вену, он напал на австрийцев и прогнал их за Эч. Среди этих успехов он был отозван в Нидерланды, где ему пришлось ещё раз загладить неудачу Вилльруа, разбитого при Рамильи. Своими стратегическими движениями он долгое время задерживал английского полководца Мальборо. В 1708 году он был назначен вторым, после герцога Бургундского, начальником армии, действовавшей в Нидерландах. Между ним и герцогом возникли несогласия, и хотя он занял Гент, Брюгге и Плассендаль, но 11 июля при Уденардене был разбит союзниками. Вследствие этого, и притом, имея сильного врага в лице г-жи Ментенон, Вандом был уволен в отставку и два года оставался в бездействии. Когда, однако, осенью 1710 года французские дела в Испании пришли в сильное расстройство, Людовик XIV послал его со значительными подкреплениями за Пиренеи. Несмотря на старость и болезненное состояние, Вандом обнаружил необыкновенную деятельность. Он возвратил Филиппу V Мадрид, потом обратился против австрийцев и 10 декабря разбил генерала Штаремберга при Вилла-Вичиоза. Все завоевания, сделанные союзниками в Испании, были вследствие этой победы потеряны. Умер Вандом в Каталонии, в 1712 году. Испанский король Филипп V приказал похоронить его тело в Эскуриале.
Филипп де Вандом, младший брат предыдущего, сражался с большим отличием в войнах Людовика XIV в Нидерландах; на Рейне, в Италии и Испании. В 1705 году он получил главное начальство над войсками в Ломбардии, оттеснил австрийцев от Мантуи и разбил их при Кастильоне. Когда его брат, в том же году, вступил в сражение с принцем Евгением при Кассано, Вандом не подал ему помощи, за что был лишён званий и доходов. Вандом отправился в Рим и прожил там четыре года в крайне стеснённом положении. В 1710 году он возвращался, с дозволения короля, через Швейцарию во Францию, но в Куре был задержан по распоряжению австрийских властей и только в 1714 году был освобождён и вернулся на родину. Его дворец, Тампль, служил сборным пунктом интеллигентного общества. Со смертью его, в 1727 году, род Вандом пресекся.